# Яблоньский, Болеслав
Болеслав Анджей Яблоньский (пол. Bolesław Andrzej Jabłoński; 14 июля 1937, Познань) – польский учёный-орнитолог, активист демократической оппозиции в ПНР. Участник международных орнитологических исследований и антарктических экспедиций, автор и соавтор ряда научных работ. В период военного положения был одним из руководителей Групп сопротивления «Солидарные». В Третьей Речи Посполитой – производственный менеджер, научный работник и общественный деятель.

## Орнитолог-исследователь
Родился в познанской рабочей семье. Годы немецкой оккупации провёл в деревенском доме деда (малопольское село Пшемыкув). Отец Болеслава Яблоньского был бойцом Армии Крайовой, мать – партизанской радисткой.
Учился на биологическом факультете Варшавского университета, специализировался как орнитолог. Осенью 1960 участвовал в Akcja Bałtycka – кольцевании птиц и исследовании птичьих миграций на орнитологической станции в Гурках Всходних (Балтийское побережье, ныне район Гданьска) . Акция была отмечена Польским зоологическим обществом.
В 1962 Болеслав Яблоньский окончил университет. В 1966 получил учёную степень доктора зоологических наук. Более четверти века работал научным сотрудником Института зоологии Польской академии наук. Занимался в основном птицами, характерными для Польши, но был известен в международном орнитологическом сообществе, посещал с научными командировками Аргентину, Бразилию, Австралию. С 1978 по 1981 трижды побывал с экспедициями в Антарктиде на станции Арцтовский, изучал пингвинов. Опубликовал ряд научных работ, соавтор монографий Ptaki Europy («Птицы Европы») и Gniazda naszych ptaków («Гнёзда наших птиц»).

## Оппозиционный активист
Болеслав Яблоньский придерживался демократических взглядов, был противником правящей компартии ПОРП и коммунистического государства ПНР. В 1980 примкнул к независимому профсоюзу Солидарность. После введения военного положения Яблоньский присоединился к подпольной организации Группы сопротивления «Солидарные» (был из старших по возрасту активистов). Действовал под псевдонимами Брок II, Омега, Профессор.
Вместе с Теодором Клинцевичем Болеслав Яблоньский руководил нелегальным издательством Rytm. Распространял листовки и материалы польского самиздата. Сам писал статьи о проблемах охраны окружающей среды, об антиэкологичной политике властей. В своём доме в селе Отрембусы под Варшавой Яблоньский размещал оборудование и материалы, предоставлял жилище активистам-подпольщикам. Сам он жил на легальном положении, хотя за связь с «Солидарностью» был уволен из института. Работал на производстве хозяйственных жидкостей. Состоял в ассоциации парусного спорта, разрабатывал методы очистки озёрной воды. Уже после отмены военного положения, в 1985—1989, состоял в редколлегии листовочного бюллетеня «Курьер Мазовше».

## Общественная и просветительская работа
В Третьей Речи Посполитой, после отстранения ПОРП от власти, Болеслав Яблоньский работал менеджером производственно-коммерческих предприятий в Милянувеке. Затем был научным сотрудником сельскохозяйственного института (селекция и акклиматизация) в деревне Млохув (Прушковский повят Мазовецкого воеводства). В 2002 вышел на пенсию.
Болеслав Яблоньский не участвует в партийной или парламентской политике, но активен в общественной деятельности. Он выступил соучредителем Прушковской патриотической ассоциации, участвует в мероприятиях по истории «Солидарности» и более раннего антикоммунистического сопротивления. Регулярно Болеслав Яблоньский встречается со студенческой и школьной молодёжью. Много занимается орнитологическим просвещением: читает лекции, проводит выставки птиц, исследовательские походы. Ольгерд Яблоньский, сын Болеслава Яблоньского, тоже известный орнитолог, вместе с отцом участвует в научно-просветительских мероприятиях.
Награждён Крестом Свободы и Солидарности и медалью «За Родину» .